# Eberhard Feltz
Eberhard Feltz (* 27. Juni 1937 in Königsberg) ist ein deutscher klassischer Violinist und Violin- und Kammermusikpädagoge. International bekannt wurde Feltz insbesondere als Mentor für Streichquartette und Kammermusikensembles. Er wird oft als der „Guru des Streichquartetts“ betitelt.

## Leben und Werk
Eberhard Feltz wurde 1937 in Königsberg geboren. Seine Familie wurde 1945 nach Kriegsende aus Königsberg vertrieben. Mit sieben Jahre begann Feltz Violine zu spielen. Er studierte Violine in Berlin bei Werner Scholz, später in Sankt Petersburg bei Michail Waiman.
Eberhard Feltz begann 1963 an der Musikhochschule Hanns Eisler Violine und Kammermusik zu unterrichten. 1985 wurde er zum Professor für Violine und Kammermusik ernannt. Als Dozent für kammermusikalische Meisterkurse ist Eberhard Feltz sehr gefragt. Er ist regelmäßig als Gast auf Festivals wie demjenigen in Davos oder beim Heidelberger Frühling. Feltz übernimmt häufig Verantwortung in Jurys von Kammermusikwettbewerben wie beispielsweise beim Felix Mendelssohn Bartholdy Hochschulwettbewerb der Stiftung Preußischer Kulturbesitz in Berlin.
Als Mentor von Kammermusikensembles förderte Eberhard Feltz zunächst zu DDR-Zeiten das Vogler-Quartett, später das Berliner Kuss- und Atrium-, das niederländische Rubens- und das deutsch-estnische Schumann Quartett. Es kamen unter anderem noch das französische Quatuor Ébène und das Amsterdamer Busch Trio hinzu. Zudem ist er auch Mentor von Solisten wie z. B. dem Cellisten Nicolas Altstaedt.